# جاش اتنسیو
جاش اتنسیو (انگلیسی: Josh Atencio؛ زادهٔ ۳۱ ژانویهٔ ۲۰۰۲) بازیکن فوتبال اهل ایالات متحده آمریکا است که در حال حاضر برای باشگاه فوتبال سیاتل ساندرز بازی می‌کند. 
از باشگاه‌هایی که در آن بازی کرده است می‌توان به باشگاه فوتبال سیاتل ساندرز اشاره کرد.
وی همچنین در تیم‌های ملی فوتبال زیر ۱۵ سال ایالات متحده آمریکا، زیر ۱۷ سال ایالات متحده آمریکا و ایالات متحده آمریکا بازی کرده است.